# Michael Wittmann
Michael Wittmann (22 tháng 4 năm 1914 – 8 tháng 8 năm 1944) là một sĩ quan thuộc lực lượng tăng thiết giáp Waffen-SS của quân đội Đức Quốc xã trong Chiến tranh thế giới thứ hai nổi tiếng vì lập được nhiều chiến công xuất sắc và được vinh dự trao huân chương Huân chương Chữ thập Hiệp sĩ.
Ông đã bắn hỏng 138 xe tăng và 132 súng chống tăng và không biết bao nhiêu xe cộ dụng cụ khác của quân đội Đồng Minh, biến ông trở thành một trong những chỉ huy xe tăng tài ba nhất của Đức trong chiến tranh, cùng với Johannes Bölter, Ernst Barkmann, Otto Carius và Kurt Knispel (người đã tiêu diệt 168 xe tăng). Nổi bật nhất trong các chiến công của Wittmann là trận đánh tại Villers-Bocage vào ngày 13 tháng 6 năm 1944, khi Wittmann chỉ huy xe tăng duy nhất của mình chạy vào thị trấn này và bắn hủy 14 xe tăng, 15 xe quân sự và 2 súng chống tăng trong vòng 15 phút.
Hoàn cảnh về cái chết của Wittmann vẫn chưa được rõ ràng, nhưng sử gia chấp nhận là Joe Ekins, pháo thủ của xe tăng Sherman Firefly của Trung đoàn 1 Northamptonshire Yeomanry, là người đã bắn cháy và giết chết cả đội lính trong xe tăng của Wittmann trong một cuộc phục kích gần St. Aignan de Cramesnil ngày 8 tháng 8 năm 1944.